# Give My Love to London
Give My Love to London je studiové album anglické zpěvačky Marianne Faithfullové. Vydáno bylo v září roku 2014 (pouze v Evropě; v Severní Americe vyšlo až v listopadu toho roku). Jeho producenty byli Dimitri Tikovoi a Rob Ellis. Faithfullová je autorkou většiny textů k písním, zatímco hudbu pro ně složili například Nick Cave, Roger Waters a Anna Calvi. Kromě Cavea se na desce podíleli dva další členové jeho kapely The Bad Seeds: multiinstrumentalista Warren Ellis a bubeník Jim Sclavunos. Mezi dalšími hudebníky, kteří na desce hráli, jsou například Brian Eno či Adrian Utley z kapely Portishead. Vedle autorských písní nahrávka obsahuje také tři coververze.

## Seznam skladeb
| Pořadí | Název                                                | Autor                                               | Délka |
| ------ | ---------------------------------------------------- | --------------------------------------------------- | ----- |
| 1.     | Give My Love to London                               | Marianne Faithfullová, Steve Earle                  | 3:56  |
| 2.     | Sparrows Will Sing                                   | Roger Waters                                        | 3:51  |
| 3.     | True Lies                                            | Dimitri Tikovoi, Ed Harcourt, Marianne Faithfullová | 2:29  |
| 4.     | Love More or Less                                    | Marianne Faithfullová, Tom McRae                    | 3:27  |
| 5.     | Late Victorian Holocaust                             | Nick Cave                                           | 4:27  |
| 6.     | The Price of Love                                    | Don Everly, Phil Everly                             | 2:16  |
| 7.     | Falling Back                                         | Marianne Faithfullová, Anna Calvi                   | 3:49  |
| 8.     | Deep Water                                           | Nick Cave, Marianne Faithfullová                    | 3:08  |
| 9.     | Mother Wolf                                          | Marianne Faithfullová, Patrick Leonard              | 4:07  |
| 10.    | Going Home                                           | Leonard Cohen, Patrick Leonard                      | 4:23  |
| 11.    | I Get Along Without You Very Well (Except Sometimes) | Hoagy Carmichael                                    | 3:45  |

## Obsazení
- Marianne Faithfullová – zpěv
- Natalia Bonner – housle
- Ian Burdge – violoncello
- Anna Calvi – doprovodné vokály
- Gillon Cameron – housle
- Ben Christophers – doprovodné vokály, syntezátor, pixifon, harmonium, harfa
- Steve Earle – kytara
- Rob Ellis – perkuse, harmonium, klavír, syntezátor, bicí, doprovodné vokály, aranžmá smyčců
- Warren Ellis – housle, viola, altová flétna
- Brian Eno – doprovodné vokály
- Flood – tamburína
- Ed Harcourt – baskytara, klavír, doprovodné vokály, varhany
- Andy Hughes – doprovodné vokály
- Mick Jones – kytara, zvony
- Tom McRae – kytara
- Emma Owens – viola
- Jim Sclavunos – bicí
- Son of Dave – harmonika
- Dimitri Tikovoi – baskytara, perkuse, klavír, bicí, doprovodné vokály, kytara, varhany, aranžmá smyčců
- Adrian Utley – kytara